# 第一二一海軍航空隊
第一二一海軍航空隊（だい121かいぐんこうくうたい）は、日本海軍の部隊の一つ。絶対国防圏防衛の主力偵察機隊として、太平洋戦争終盤に最前線で哨戒・偵察・対潜攻撃に従事した。通称「雉部隊」。所属機識別章は「21」のち「雉」。

## 沿革
基地航空隊として整備完成を急いでいた第一航空艦隊の一翼を担う陸上偵察機隊の一つとして整備され、香取飛行場で編制された海軍初の陸偵隊。艦上機としての運用が困難となった彗星プロトタイプの二式艦上偵察機と、最新鋭偵察機の彩雲を主力とする高速広域偵察隊としてテニアン島を拠点に活動した。
- 昭和18年10月1日　香取飛行場を原隊として開隊。第一航空艦隊直卒。二式艦上偵察機・彩雲計12機。
- 昭和18年11月30日、宇佐海軍航空隊卒業生15名着任。
- 昭和19年2月21日、一航艦司令部、テニアン島に進出。全機随伴して進出。
- 昭和19年2月22-23日　マリアナ諸島空襲に遭遇し全滅。
- 昭和19年5月29日　千早猛彦飛行隊長機、メジュロ環礁を単独偵察（電文「我に追いつくグラマンなし」の伝説の元ネタの一つと推定されている）。
- 昭和19年5月31日　「渾作戦」発動。分遣隊2機ハルマヘラ島ソロン飛行場に進出。
- 昭和19年6月3日　分遣隊4機をペリリュー島に派遣。
- 昭和19年6月9日　長嶺公元分隊長機がメジュロを再偵察。敵機動部隊の出撃を確認。
- 昭和19年6月10日「あ号作戦」発動。
- 昭和19年6月11日　偵察中の千早機、敵機動部隊艦載機に遭遇。千早飛行長戦死。翌日長嶺分隊長も戦死。

　　　　　　　　　敵機動部隊によるマリアナ諸島爆撃開始。所属機の多数が地上撃破。
- 昭和19年6月17日　対艦攻撃に参加。2機喪失。

　　　　　　　　　以後、テニアン・ペリリューへ敵機襲来。機体壊滅。
- 昭和19年7月10日　解隊

テニアンとペリリューに取り残された地上要員は地上戦に従事し、テニアンでは岩尾司令以下70名が玉砕し、テニアンは陥落した。ペリリューでも地上戦が展開され、わずか5名が生還したに過ぎない。

## 主力機種
- 二式艦上偵察機…彗星の試作量産型
- 彩雲

## 歴代司令
- 岩尾正次（昭和18年10月1日-昭和19年7月10日解隊）